# Rieu Sec
Der Rieu Sec ist ein kleiner Fluss im Süden von Frankreich, der im Département Aude der Region Okzitanien nördlich der Stadt Carcassonne verläuft.

## Geografie

### Verlauf
Der Rieu Sec entspringt unter dem Namen Ruisseau de Sauzil im Gemeindegebiet von Cuxac-Cabardès und ändert seinen Namen nochmals auf Ruisseau de Villande, bevor er seinen endgültigen Namen annimmt. Er entwässert generell Richtung Südost und mündet nach rund 17 Kilometern im Gemeindegebiet von Conques-sur-Orbiel als rechter Nebenfluss in den Orbiel.

### Orte am Fluss
(Reihenfolge in Fließrichtung)
- Cazelles, Gemeinde Cuxac-Cabardès
- Pujol, Gemeinde Cuxac-Cabardès
- Villardonnel
- Canecaude, Gemeinde Villardonnel
- Monestrol, Gemeinde Salsigne
- Raissac, Gemeinde Conques-sur-Orbiel
- Conques-sur-Orbiel